# Pseudostelis
Pseudostelis é um género botânico pertencente à família das orquídeas (Orchidaceae).